# Polska strefa w Iraku

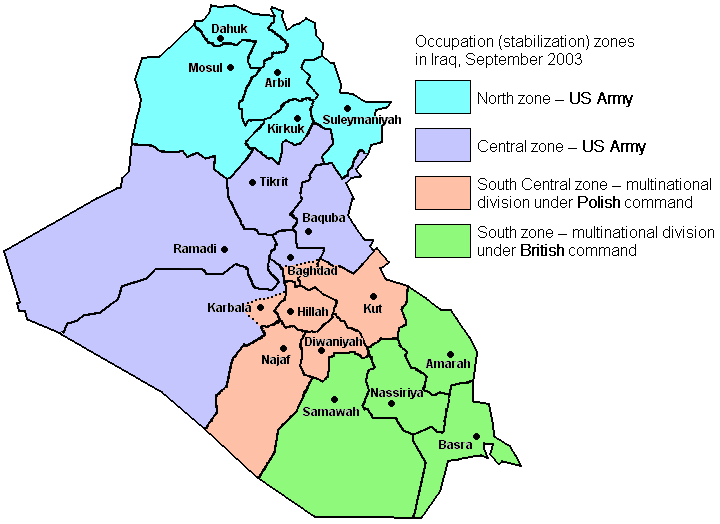
Strefy stabilizacyjne (okupacyjne) w Iraku

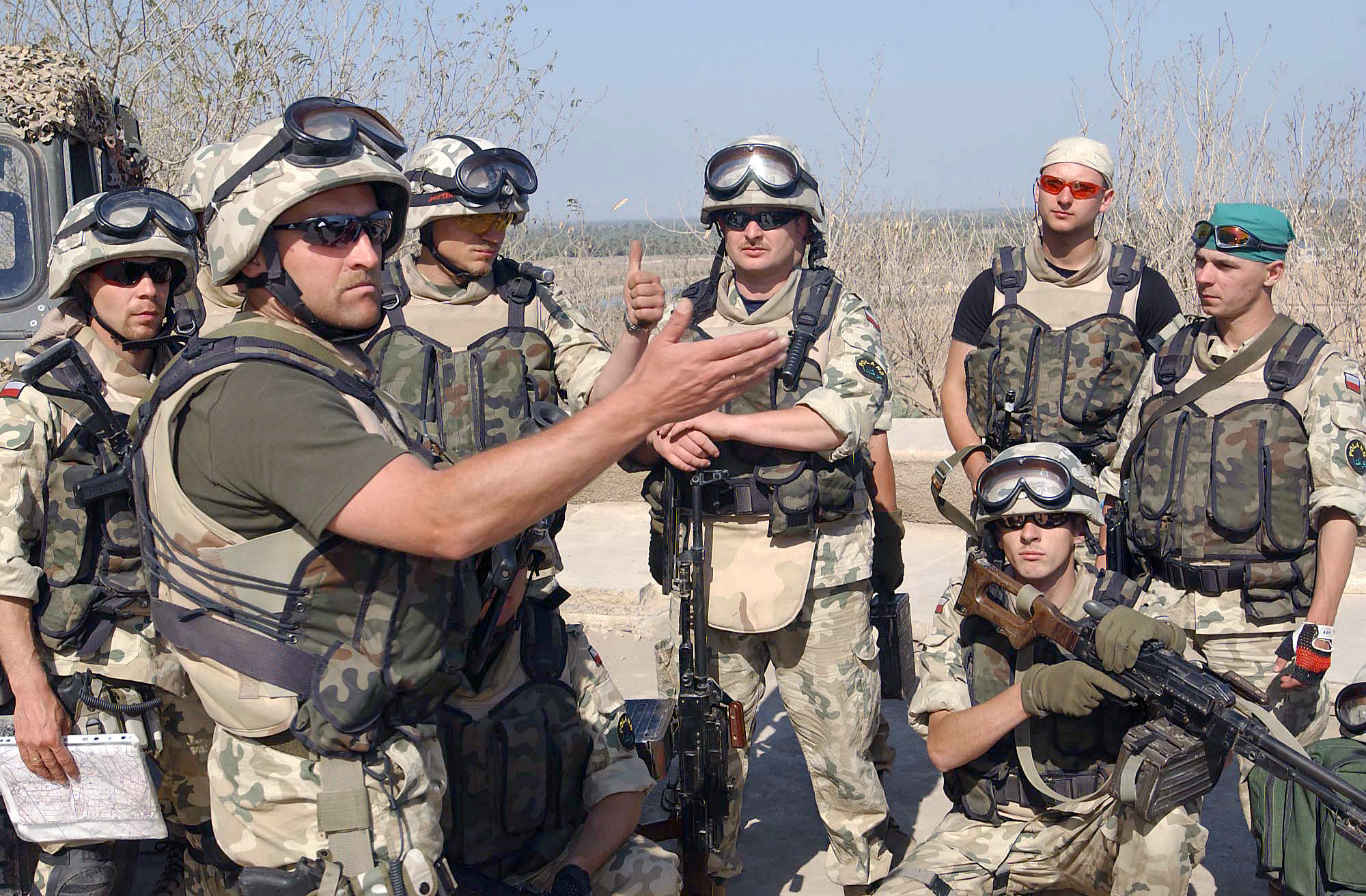
Patrol polskich wojsk w Iraku z obozu Babylon

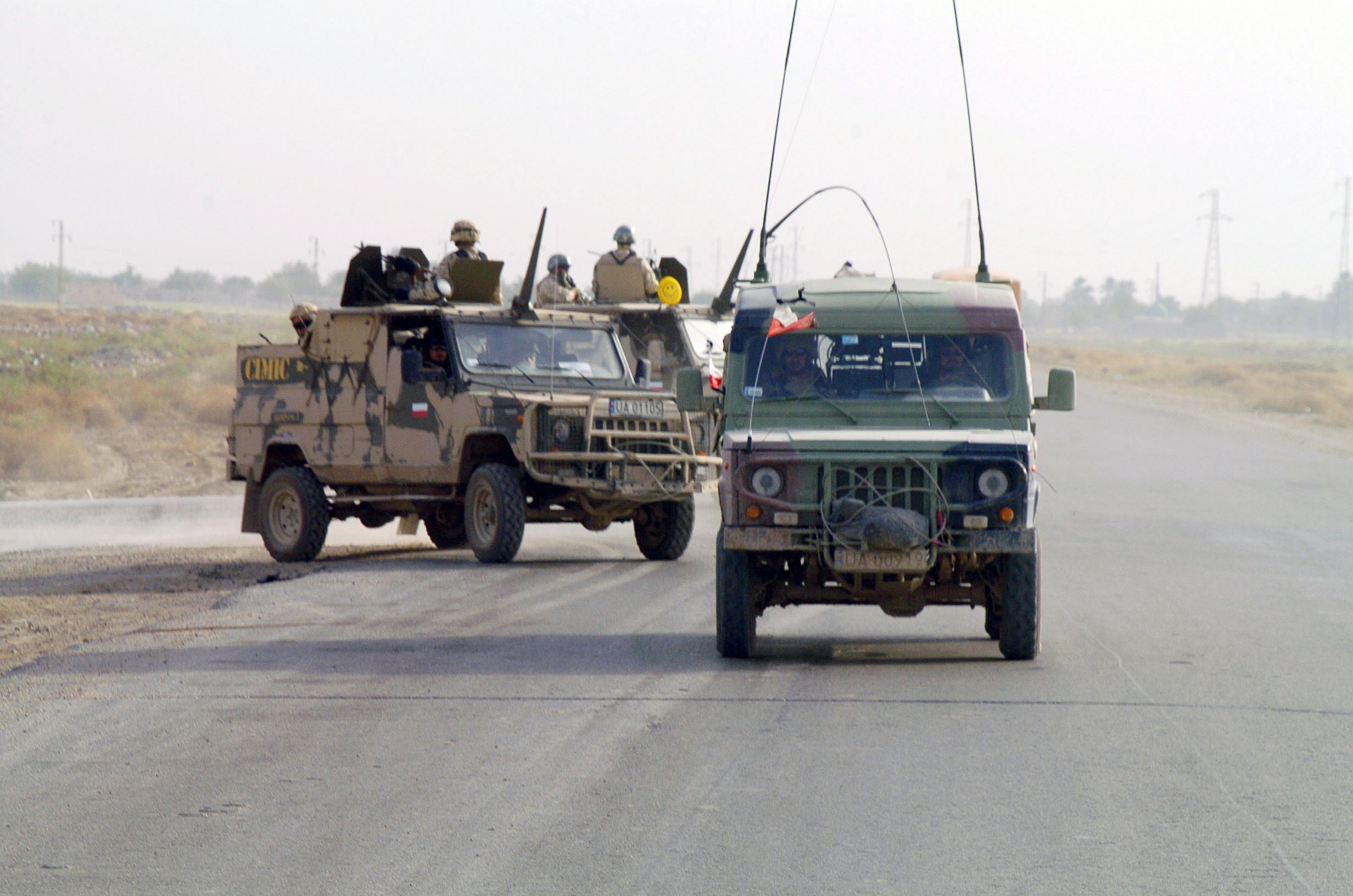
Wóz dowodzenia ZWD-3 i pojazd patrolowy Skorpion-3 na bazie samochodu Tarpan Honker w Iraku, 2004

Polska strefa w Iraku – jedna z czterech stref stabilizacyjnych powołanych w 2003 roku po zajęciu Iraku przez wojska USA i sojuszników w wyniku II wojny w Zatoce Perskiej.

## Historia
Po inwazji i opanowaniu terytorium przez USA i ich sojuszników Irak podzielono na cztery strefy stabilizacyjne: północną oraz środkową pod nadzorem USA, środkowo-południową pod nadzorem Polski i południową pod nadzorem Wielkiej Brytanii. Strefa środkowo-południowa (początkowo zwana górno-południową), obejmująca muhafazy Nadżaf, Al-Kadisijja, Karbala, Babilon oraz Wasit, o łącznej powierzchni 65 632 km², liczyła 4955 tys. mieszkańców. Główne miasta polskiej strefy to Karbala, Al-Hilla, Al-Kut, Ad-Diwanijja. Polski kontyngent wojskowy wystawił dziesięć zmian. Zadania wojsk operacyjnych SZ RP w operacji irackiej zmieniały się w czasie. Ostatnie zmiany PKW Irak miały głównie charakter doradczo-szkoleniowy.
W strefie oprócz Polaków stacjonowały także inne wojska, m.in. łotewskie, rumuńskie. Wcześniej stacjonowały w niej także siły ukraińskie i słowackie, które z różnych przyczyn wycofały się z udziału w misji wojskowej w Iraku. W momencie tworzenia strefy duży udział mieli również Hiszpanie. Kiedy, w dużym stopniu ze względu na skutek zamachu bombowego w Madrycie z 11 marca 2004, w kraju tym władzę objęła po wyborach lewicowa opozycja, żołnierze hiszpańscy zostali ewakuowani.
Siedzibą dowództwa strefy był obóz Babilon (Camp Babylon), gdzie stacjonowało najwięcej żołnierzy koalicji, następnie obóz Echo (Camp Echo), w Ad-Diwanijji w muhafazie Al-Kadisijja. W bazie Camp Charlie (Al-Hilla) znajdował się komponent logistyczny NSE (National Support Element), którzy stanowili żołnierze z 10 Opolskiej Brygady Logistycznej (10 BLog). W grudniu 2004 roku NSE zostało przeniesione do obozu Echo w Ad-Diwanijji.
W kwietniu 2004, wobec nasilenia walk w części polskiej strefy okupacyjnej i niezdolności sił i środków PKW Irak do poradzenia sobie z działaniami przeciwnika – Armii Mahdiego – część strefy przekazano pod administrację amerykańską prowincję Nadżaf, co spowodowało redukcję strefy środkowo-południowej do 28 655 km², a jej liczbę ludności do 3089 tys. Zlikwidowano też obóz w ruinach Babilonu, przywracając mu należną rangę rezerwatu kultury materialnej, a siedzibę władz strefy przeniesiono do Al-Hilli.
Również w kwietniu w Karbali rozegrała się największa bitwa PWK Irak – obrona ratusza w Karbali. Podczas tylko jednego dnia walk kilkunastu polskich żołnierzy Wojsk Lądowych zabiło w walce około 80 irackich powstańców. W ciągu kilku dni siły koalicyjne stłumiły powstanie w Karbali, zabijając kilkuset przeciwników. Nie zginął tam ani jeden polski żołnierz. 
Od stycznia 2004 r. w Camp Babylon rozpoczęła działalność Narodowa Komórka Wywiadowcza PKW Irak (National Intelligence Cell, NIC), jej etat stanowili żołnierze Zarządu Wywiadu WSI.
Na początku lutego 2005 r. polski kontyngent zmalał do 900 żołnierzy. 4 października 2008 roku, w bazie w Ad-Diwanijji, Polacy przekazali Amerykanom dowodzenie bazą, a Irakijczykom odpowiedzialność za bezpieczeństwo prowincji Al-Kadisijja.

## Ofiary
W Iraku zginęło 22 żołnierzy, ok. 150 zostało rannych.
Ponadto śmierć ponieśli inni obywatele RP:
Biuro Ochrony Rządu
- Bartosz Orzechowski – 3 października 2007 w ataku na konwój Ambasadora RP w Iraku Edwarda Pietrzyka.

Dziennikarze
- Mounir Bouamrane – 7 maja 2004 w ataku na samochód polskiej ekipy dziennikarzy jadącej z Bagdadu do Karbali i Nadżafu.
- Waldemar Milewicz – 7 maja 2004 w ataku na samochód polskiej ekipy dziennikarzy jadącej z Bagdadu do Karbali i Nadżafu.

Ponadto zginęło trzech byłych żołnierzy SZ RP.
- Były żołnierz JW 4101 zginął w ataku na konwój firmy Aegis.
- Dwaj byli żołnierze JW 2305 Krzysztof Kaśkos i Artur Żukowski zginęli 5 czerwca 2004 r. w ataku na konwój firmy Blackwater.